# 상징적 상호작용
상징적 상호작용주의(Symbolic interactionism)는 실용적인 고려로 발전한, 다른 사람들과의 연역 및 통신을 위해 이미지와 표준적인 의미를 만드는 것과, 사람들의 의사소통 및 상호작용의 특정 효과를 설명하는 사회학적 이론이다. 즉, 개인이 상징적 세계를 만들기 위해 서로 상호 작용하는 방식과, 그로인해 세계가 개인들의 행동을 형성하는 방식을 더 잘 이해하기 위한 기준 프레임이다.
개인간의 반복적인 상호 작용을 통해 사회가 어떻게 보존되고 생성되는지 이해하는데 도움이 되는 프레임워크이다. 상호 작용 사이에서 발생하는 해석 과정은 의미를 만들고 재현하는데 도움이 된다. 개인 간의 상호 작용에 영향을 미치는 것은 공유된 이해와 의미의 해석이다. 개인은 자신의 사회적 맥락 내에서 의미를 공유한다는 전제하에 행동한다. 따라서 상호 작용과 행동은 사물과 개념이 거기에 붙인 공유된 의미를 통해 구성된다. 이 관점에서 보면, 사람들은 자연 환경과 상징적 환경 둘 다에서 살고있다.
상징적 상호 작용주의는 20세기 중반경에 발전한 사회학적 관점에서 비롯되며, 이는 학문의 일부 영역에서 계속해서 영향력을 미치고 있다. 미시사회학 및 사회심리학에서 특히 중요하다. 이것은 미국의 실용주의 철학, 특히 조지 허버트 미드가 사회적 상호 작용을 해석하는 실용적인 방법에서 비롯된 것이다.
콜린스는 상징적 상호 작용을 개인과 환경 간의 상호 작용을 통해 사회 세계가 만들어지는 방식을 연구하는 것으로 간주한다.

## 역사

### 조지 허버트 미드
상징적 상호작용론은 조지 허버트 미드와 찰스 호튼 쿨리에 의해 시작되었다. 미드는 사람들 그 자신이 사회적 산물이지만, 그들 자신 또한 목적의식이 있고 창의적이라고 주장했고, 어떤 이론이든 진정한 테스트는 그것이 "복잡한 사회 문제를 해결하는데 유용하다"고 믿었다. 미드의 영향력은 사회학자들이 미드를 상징적인 상호 작용주의 전통의 "진정한 창시자"로 여길 정도로 매우 강력하다.

## 같이 보기
- 어빙 고프먼
- 게오르크 지멜
- 낙인 이론
- 사회적 상호작용